# René Benko
René Benko (Innsbruck, 20 de maio de 1977) é um investidor bilionário austríaco do setor imobiliário, mídia e comércio varejista.